# Миколаївська обласна бібліотечна асоціація
Миколаївська обласна бібліотечна асоціація (МОБА) — незалежна громадська організація, яка об'єднує працівників бібліотек усіх систем і відомств, ветеранів бібліотечної справи, викладачів і студентів навчальних закладів культури, а також читацький актив Миколаївської області.

## Історія
Миколаївська обласна бібліотечна асоціація була створена у жовтні 1991 року. Це була перша подібна організація в Україні. Вона виникла на два роки раніше Української бібліотечної асоціації (УБА). Проблеми, що стояли перед бібліотеками на початку 90-х років 20 століття, вимагали об'єднання зусиль для спільних активних дій. Її засновником була відомома в Україні та за її межами, бібліотекознавець, доктор педагогічних наук Ірина Альбертівна Мейжис, яка і стала її першим головою. Потім (з 1998 по 2002 роки) МОБА очолювала директор ЦБС для дорослих Северин Людмила Степанівна. З травня 2002 року Миколаївську обласну бібліотечну асоціацію очолює директор ЦБС для дітей Семилєт Наталія Вікторівна.
У створенні Миколаївської обласної бібліотечної асоціації стояли також такі відомі у Миколаївській області бібліотечні фахівці: Хорунжий А. Ф., Бородовська С. В., Зубарєва Л. В., Неліна В. А., Добриніна Є. І., Садовська В. В. Возіян А. П. та інші.

## Про МОБА
Місія — об'єднання та активізація інтелектуального і творчого потенціалу бібліотек Миколаївщини задля реалізації інтересів бібліотечної спільноти та розквіту бібліотечної справи як запоруки успіху у вихованні, освіті і сприянні духовному розвитку користувачів бібліотек.
Мета діяльності — підвищення ролі і статусу бібліотек у суспільстві, сприяння забезпеченню прав користувачів на якісне бібліотечне та інформаційно-бібліографічне обслуговування.
Завдання:
- забезпечення гарантії вільного і рівного доступу громадян до інформаційних ресурсів;
- привернення уваги суспільства до проблем бібліотек;
- піклування про збереження і зміцнення існуючих бібліотек та відкриття нових.

Напрями діяльності:
- здійснення громадського моніторингу за станом бібліотечної справи в області;
- активне впровадження найкращого бібліотечного досвіду та втілення інновацій;
- організація соціологічних досліджень щодо читацьких потреб та можливостей їх задоволення;
- широке обговорення нагальних проблем бібліотечної практики серед фахівців та громадськості;
- створення та забезпечення системи захисту соціальних інтересів бібліотекарів і бібліотек;
- удосконалення системи безперервної освіти працівників бібліотек;
- рекламно-інформаційна діяльність.

## Діяльність
Під егідою МОБА створено проект Ресурси бібліотек міста Миколаєва. Запропонований сервіс дає можливість доступу до електронних каталогів бібліотек — учасниць проекту. МОБА — активний член журі при підбитті підсумків обласних конкурсів різної тематики серед районних і сільських бібліотек. Введена іменна номінація МОБА, переможці якої отримують призи. Протягом багатьох років МОБА є колективним членом Української бібліотечної асоціації. Є активним учасником усіх проектів та ініціатив УБА: конференцій, чатів, флешмобів, поїздок з метою обміну досвідом.

## Члени МОБА
До МОБА входять бібліотеки всіх систем і відомств Миколаївщини. Крім індивідуальних членів публічних бібліотек, її колективними членами є Миколаївська науково-педагогічна бібліотека, Обласна наукова медична бібліотека, бібліотека Національного університету кораблебудування, Науково-методичний центр з освіти при управлінні освіти виконкому Миколаївської міської ради, представники шкільних бібліотек, спеціальних середніх навчальних закладів, Миколаївської філії Київського національного університету культури і мистецтв, Вищого училища культури.